# F91 Dudelange
Az F91 Dudelange egy luxemburgi labdarúgócsapat. A klubot 1991-ben alapították, jelenleg az első osztály bajnoki címvédője.
Hazai mérkőzéseiket piros-sárga csíkos felsőben, piros nadrágban és sportszárban játsszák. 2018-ban az első luxemburgi csapat lett, amely az UEFA által szervezett kupasorozatban eljutott a csoportkörig.

## Története
A klubot 1991-ben, három korábbi sikeres klub, az Alliance Dudelange, a Stade Dudelange és az US Dudelange egyesítésével alapították. Mindhárom előd többszörös bajnok, illetve kupagyőztes volt. A három klub közül kettő, az US és a Stade az első osztályban szerepelt, míg az Alliance a másodosztályban küzdött a bent maradásért. Az F91 első szezonjában az Alliance helyén indult a másodosztályban. Rögtön sikerült feljutniuk, az első osztályban pedig azóta jelentős csapatnak számítanak.
Első bajnoki címüket 2000-ben szerezték, ezzel megtörték a Jeunesse Esch mintegy 30 éves egyeduralmát. 2005-ös bajnoki címük alkalmával a BL selejtezőjében játszhattak. Az F91 Dudelange lett az első luxemburgi csapat, amely a Bajnokok Ligája második selejtezőkörébe került, miután kettős győzelemmel búcsúztatta a Zrinjski Mostar csapatát. A második körben már könnyedén kiejtette őket a Rapid Wien.
A 2005–06-os szezonban a csapat duplázni tudott, ugyanis a bajnokságot és a kupát is megnyerték, történetük során először. A következő szezonban ezt megismételték, a 2008–09-es szezonban pedig megszakítás nélkül negyedszer végeztek a bajnokság első helyén.
A Dudelange a 2018–19-es szezonban érte el legnagyobb sikerét. Luxemburgi bajnokként a Bajnokok Ligája selejtezőjében kezdett, ahol viszont már az első körben kiesett, ugyanis a Mol Vidi FC 3–2-es összesítésben bizonyult jobbnak. A luxemburgi csapat így átkerült az Európa-Liga 2. selejtezőkörébe, ahol a koszovói Dritával találkozott. 3–2-es összesítéssel jutott tovább a Dudelange. A harmadik selejtező körben a lengyel Legia Varsóval kellett játszaniuk, akiken 4–3-as összesítéssel lépett át a luxemburgi bajnok. Az Európa-liga rájátszás körében a román CFR Cluj volt az ellenfél, akit 5–2-es összesítéssel ejtett ki, és így bejutott az Európa-Liga csoportkörébe, ahol az olasz AC Milannal, a spanyol Real Betissel, és a görög Olyimpiacossal találkozott. A csoportban a negyedik helyen végeztek, egyedül a Real Betis ellen sikerült pontot szerezniük (1 pont). Gólarányuk 3-16 volt.

## Sikerek

### F91 Dudelange
- Bajnokság:
  - Bajnok (16 alkalommal): 2000, 2001, 2002, 2005, 2006, 2007, 2008, 2009, 2011, 2012, 2014, 2016, 2017, 2018, 2019, 2022
  - Ezüstérmes (6 alkalommal): 1999, 2003, 2004, 2010, 2013, 2021

- Luxemburgi kupa:
  - Győztes (8 alkalommal): 2004, 2006, 2007, 2009, 2012, 2016, 2017, 2019
  - Ezüstérmes (7 alkalommal): 1993, 1994, 2002, 2011, 2014, 2015, 2022

### Alliance Dudelange
- Bajnokság:
  - Ezüstérmes (1 alkalommal): 1962

- Luxemburgi kupa:
  - Győztes (2 alkalommal): 1961, 1962
  - Ezüstérmes (1 alkalommal): 1969

### Stade Dudelange
- Bajnokság:
  - Bajnok (10 alkalommal): 1939, 1940, 1945, 1946, 1947, 1948, 1940, 1955, 1957, 1965
  - Ezüstérmes (6 alkalommal): 1920, 1923, 1925, 1928, 1956, 1960
  - Bronzérmes (6 alkalommal): 1938, 1949, 1952, 1953, 1958, 1964

- Luxemburgi kupa:
  - Győztes (4 alkalommal): 1938, 1948, 1949, 1956
  - Ezüstérmes (7 alkalommal): 1928, 1936, 1939, 1940, 1947, 1957, 1960

### US Dudelange
- Bajnokság:
  - Ezüstérmes (4 alkalommal): 1939, 1940, 1946, 1947
  - Bronzérmes (3 alkalommal): 1934, 1937, 1966

- Luxemburgi kupa:
  - Győztes (1 alkalommal): 1939
  - Ezüstérmes (1 alkalommal): 1958

## Nemzetközi statisztika
| Kupa      | Mérk. | Gy | D | V  | RG | KG |
| --------- | ----- | -- | - | -- | -- | -- |
| BL        | 42    | 10 | 7 | 25 | 49 | 78 |
| KEK       | 4     | 0  | 0 | 4  | 3  | 19 |
| UEFA-kupa | 6     | 0  | 1 | 5  | 2  | 11 |

## Jelenlegi keret
2023. február 5-i állapotnak megfelelően.
| #  |     | Poszt | Név                                           |
| -- | --- | ----- | --------------------------------------------- |
| 1  | LUX | K     | Lucas Fox                                     |
| 2  | MLI | V     | Ismaël Sidibé (kölcsönben a Malmö csapatától) |
| 4  | LUX | V     | Aldin Skenderovic                             |
| 5  | FRA | V     | Jules Diouf                                   |
| 6  | CPV | KP    | Vova                                          |
| 8  | CRO | KP    | Filip Bojić                                   |
| 9  | BRA | CS    | João Magno                                    |
| 10 | LUX | KP    | Edis Agovic                                   |
| 11 | CGO | CS    | Herman Moussaki                               |
| 12 | POR | KP    | Bruno Freire                                  |
| 13 | BEL | KP    | Romain Lahure                                 |
| 15 | LUX | KP    | Ivan Englaro                                  |
| 16 | BEL | KP    | Charles Morren                                |

| #  |     | Poszt | Név                 |
| -- | --- | ----- | ------------------- |
| 21 | LUX | KP    | Dejvid Sinani       |
| 22 | LUX | KP    | Hugo Antunes        |
| 23 | MAR | CS    | Samir Hadji         |
| 24 | FRA | V     | Mehdi Kirch         |
| 25 | LUX | K     | Jonathan Joubert    |
| 27 | MAD | V     | Sylvio Ouassiero    |
| 30 | LUX | V     | Valentino Tallarico |
| 31 | LUX | K     | Joao Margat         |
| 33 | LUX | V     | Chris Stumpf        |
| 67 | FRA | V     | Vincent Decker      |
| 70 | FRA | KP    | Marc Thomas         |
| 77 | LUX | V     | Evann Mendes        |
| 99 | POR | CS    | Calmente Mendes     |